# Leptometa
Leptometa is een geslacht van vlinders van de familie spinners (Lasiocampidae).

## Soorten
- L. hintzi Hering, 1928
- L. matuta (Schaus, 1893)
- L. sapelensis Aurivillius, 1927